# Kurt Graf (Wirtschaftsjurist)
Kurt Paul Graf (* 29. Dezember 1885 in Gräfenroda, Thüringen; † 11. Oktober 1955 in Reutlingen) war ein deutscher Wirtschaftsjurist.

## Werdegang
Graf wurde als eines von zwei Kindern des Carl Vincent Graf und der Anna Maria Ottilie Graf, geb. Fischer, geboren. Sein Vater war Klempnermeister, seine Mutter arbeitete als Handarbeitslehrerin.
Nach Abschluss seiner Schulausbildung absolvierte er in den Jahren 1902 bis 1904 eine Banklehre beim Bankhaus Hirschmann & Franke in Ilmenau und Arnstadt. Im Anschluss war er dort kurzzeitig als Commis tätig, übersiedelte dann aber nach Berlin, wo er in den Jahren 1904/05 bei der Commerzbank und von 1905 bis September 1915 bei der Deutschen Bank angestellt war. Parallel hörte er ab 1911 als Hospitant Vorlesungen an der Friedrich-Wilhelms-Universität Berlin. Der Kriegsdienst unterbrach seine berufliche Laufbahn. Er wurde im September 1915 eingezogen und diente zuletzt als Leutnant der Landwehr. Wegen schwerer Verwundung wurde er nach Tübingen verlegt.
An der dortigen Universität setzte er sein Studium zwischen Sommersemester 1917 und Sommersemester 1919 fort und promovierte am 8. März 1926 bei Wilhelm von Blume (Jurist) über das Eingemeindungsrecht und Eingemeindungsverträge der Städte in Preußen.
Ab Herbst 1919 war er beim Vorsitzenden des Schlichtungsausschusses in Stuttgart angestellt und ab Frühjahr 1920 ebenda selbst stellvertretender Vorsitzender. Zum 1. September 1920 trat er in den Dienst des Textilherstellers Ulrich Gminder GmbH in Reutlingen. Für ihn war er bis 1934 als Syndikus, danach, bis zu seinem Eintritt in den Ruhestand Ende 1950, als stellvertretender Geschäftsführer mit Einzelunterschrift tätig.
Daneben stand er in den Jahren nach Ende des Zweiten Weltkriegs in mehreren Wirtschaftsverbänden in leitender Position. Von 1946 bis 1947 war er Vorsitzender des Säuberungsausschusses für die Wirtschaft in Württemberg-Hohenzollern. Er war Mitbegründer und von 1947 bis 1950 Vorsitzender der Landesgemeinschaft der Industrie in Württemberg-Hohenzollern. Von 1947 bis 1950 war er Vorstandsmitglied der Bundesvereinigung der Deutschen Arbeitgeberverbände. Er war Vorsitzender des Sozialrechtlichen Ausschusses des Verbandes der Südwestdeutschen Textilindustrie, Handelsrichter beim Landgericht Tübingen, Arbeitsrichter beim Landesarbeitsgericht sowie Mitglied der Industrie- und Handelskammer Reutlingen.
Graf war mit der Philologin Margarete Tannert verheiratet.

## Auszeichnungen
- 1916: Eisernes Kreuz (II. Klasse)
- 1951: Verdienstkreuz (Steckkreuz) der Bundesrepublik Deutschland[1]